# Hydriomena edenata
Hydriomena edenata là một loài bướm đêm trong họ Geometridae.